# Hercana bicostata
Hercana bicostata är en stekelart som först beskrevs av Joseph Augustine Cushman 1940.  Hercana bicostata ingår i släktet Hercana och familjen brokparasitsteklar. Inga underarter finns listade i Catalogue of Life.